# Graptophyllum pictum
Graptophyllum pictum là một loài thực vật có hoa trong họ Ô rô. Loài này được (L.) Griff. mô tả khoa học đầu tiên năm 1854.

## Hình ảnh

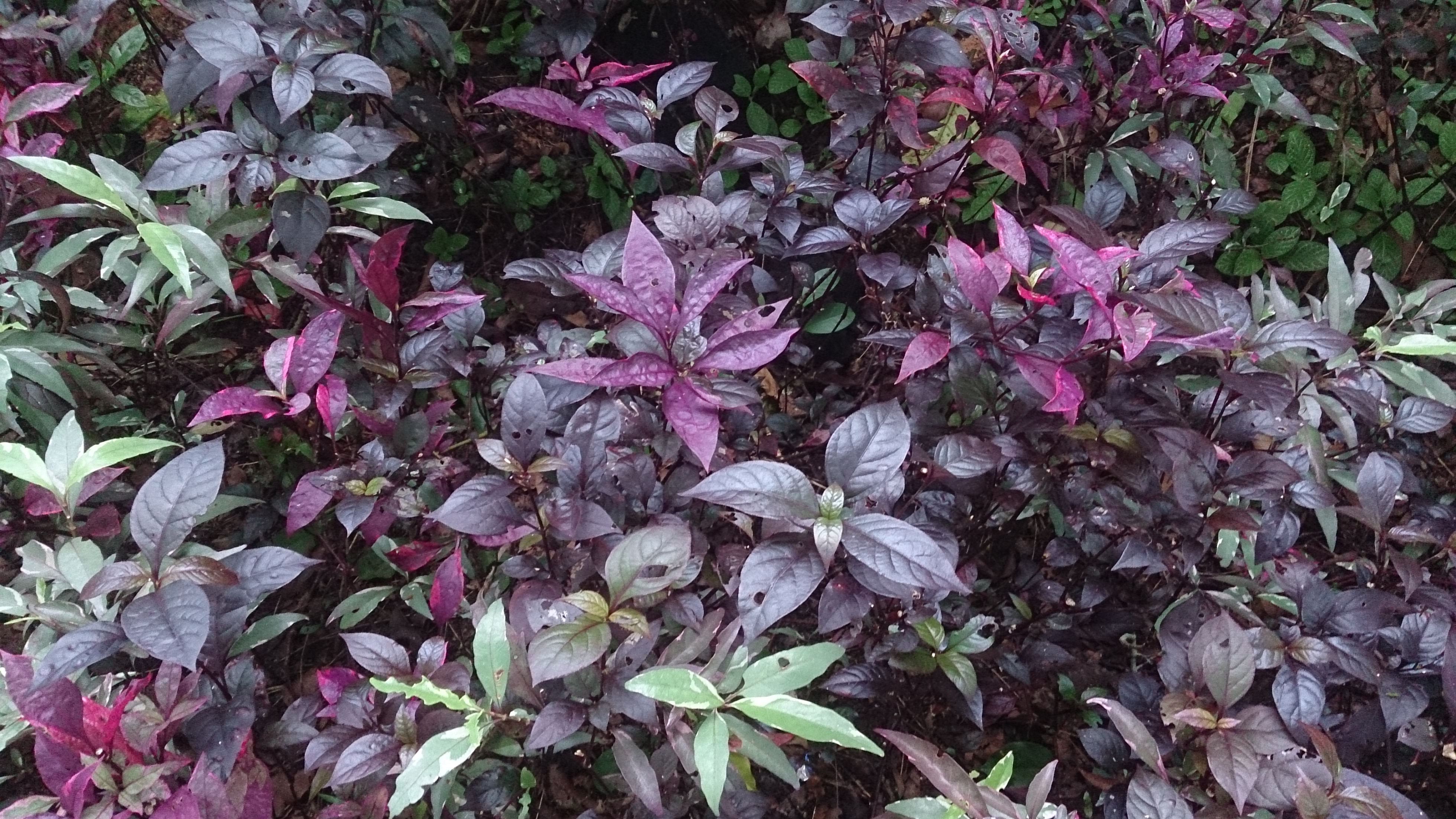
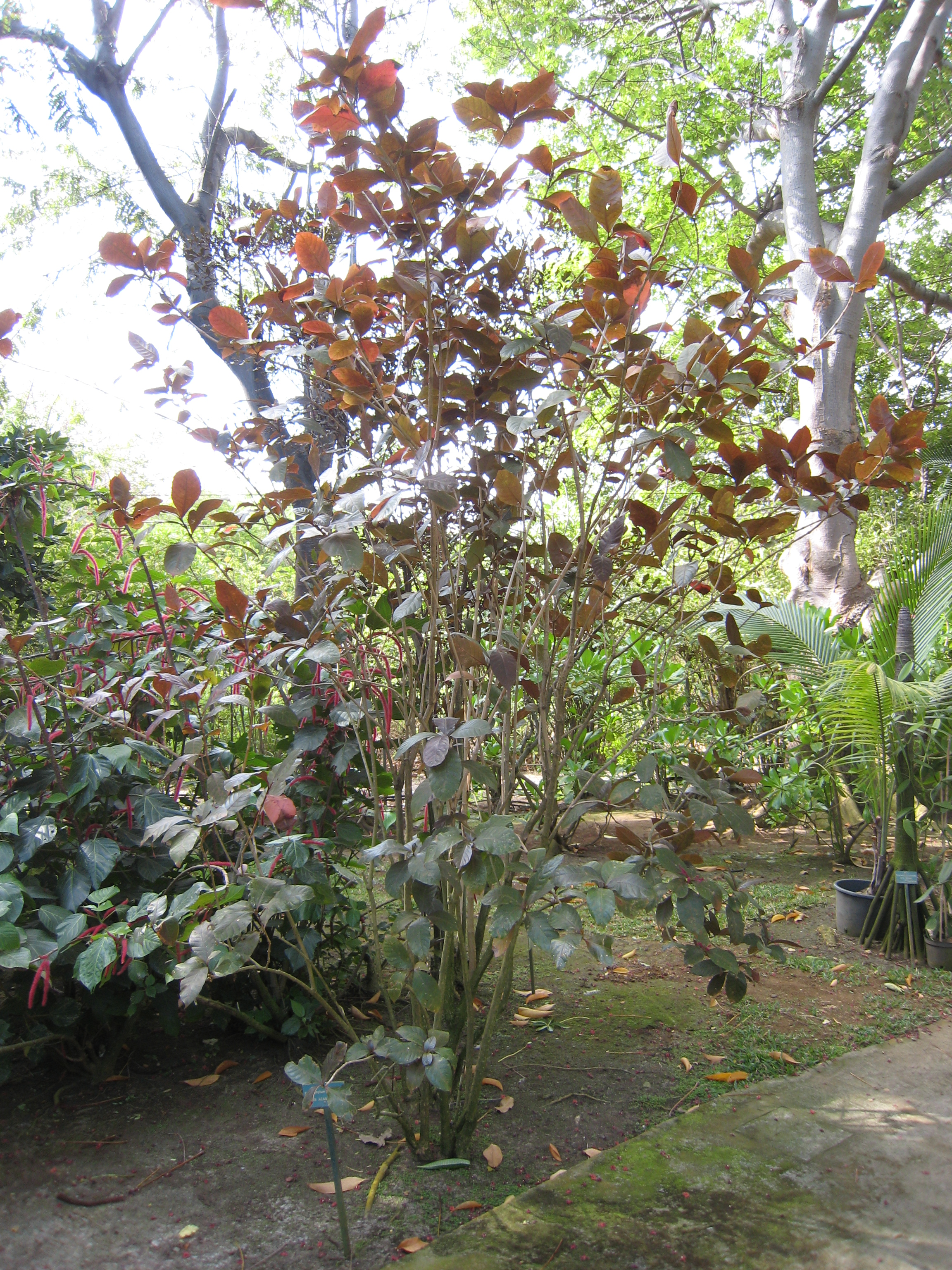